# Бориспільський район
Бориспільський район (Бориспільщина) — район у Київській області України. Утворений у 2020 році. Адміністративний центр — місто Бориспіль. Площа — 3873,2 км² (13,8% від площі області), населення — 203,7 тис. осіб (2020).
До складу району входять 11 територіальних громад.

## Історія
Район створено відповідно до постанови Верховної Ради України № 807-IX від 17 липня 2020 року. 
Раніше територія району входила до складу Баришівського, Бориспільського, Переяслав-Хмельницького та Яготинського районів, ліквідованих тією ж постановою.

## Населення

### Мова
Розподіл населення населених пунктів району за рідною мовою за даними перепису 2001 року:
| Мова            | Чисельність, осіб | Відсоток |
| --------------- | ----------------- | -------- |
| Українська      | 206 669           | 94,25%   |
| Російська       | 11 579            | 5,28%    |
| Білоруська      | 332               | 0,15%    |
| Вірменська      | 196               | 0,09%    |
| Ромська         | 114               | 0,05%    |
| Румунська       | 103               | 0,05%    |
| Інші/Не вказали | 296               | 0,13%    |
| Разом           | 219 289           | 100%     |

## Адміністративний поділ району
До складу району увійшли: Бориспільська, Переяславська, Яготинська міські, Вороньківська, Гірська, Дівичківська, Золочівська, Пристолична, Студениківська, Ташанська, Циблівська сільські територіальні громади.

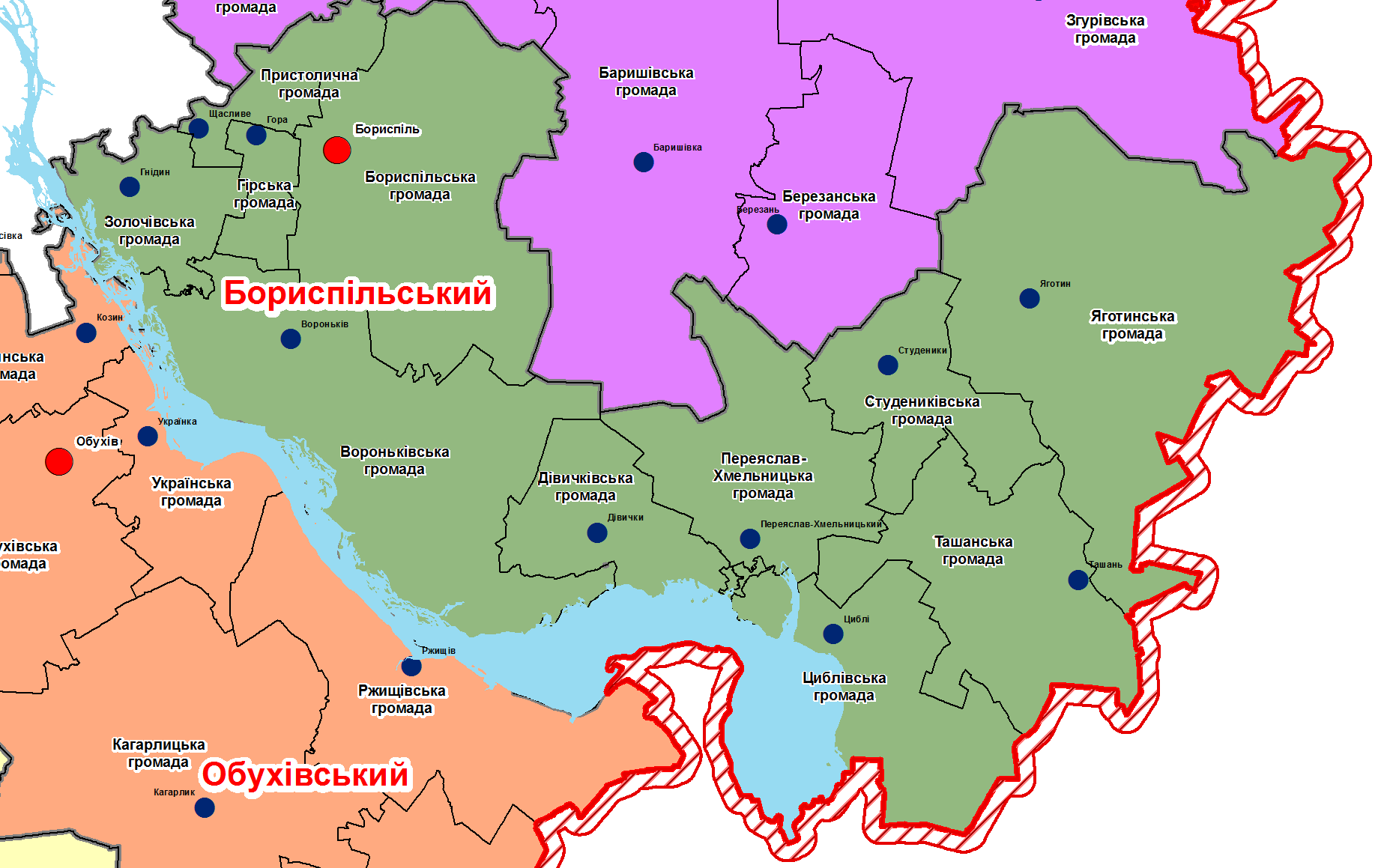
Карта Бориспільського району